# Dougie Freedman
Douglas « Dougie » Freedman, né le 21 janvier 1974 à Glasgow, est un footballeur et un entraîneur écossais. Il fut également sélectionné dans l'équipe nationale d'Écosse où il ne se distingua pas particulièrement.
En octobre 2012, il quitte ses fonctions de manager à Crystal Palace pour devenir entraineur de Bolton Wanderers.
En février 2015, Freedman est devenu le directeur de Nottingham Forest.